# Gare d'Anvers-Kiel
La gare d'Anvers-Kiel est une gare située le long de la ligne 52 dans le district d'Anvers. La gare est située près de la Kielsbroek, au nord-ouest du quartier de Kiel (nl). La gare est créée en 1918, comme station de fret, pour désencombrer la gare d'Anvers-Sud et desservir les installations de raffinage, de stockage et de déchargement de pétrole appelées Petroleum Zuid.

## Histoire
Créée en 1903, à proximité des cuves de stockage et du quai où les premiers pétroliers déchargeaient leur cargaison[réf. nécessaire], c'était autre fois une vaste gare de marchandises dotée d'au-moins 3 faisceaux[Quand ?], desservant plusieurs raffineries de pétrole et d'autres industries.
D'abord classée comme dépendance de la gare d'Hoboken-Polder, elle devint vite une gare à part entière  à mesure que le pétrole remplaçait le charbon.
Une route pavée appelée Olieweg, longeait les installations. Elle a complètement disparu dans les années 2010.
Le déchargement par bateau des produits pétrochimiques s'est progressivement déplacé vers les nouveaux bassins du Port d'Anvers, en aval de la ville.
Dans les années 1960, la création du Tunnel Kennedy et la démolition de l'ancienne gare d'Anvers-Sud ont entraîné un changement du tracé de la ligne 52 :
- à l'origine, la ligne était en ligne droite entre Hoboken-Polder et Anvers-Sud ;
- le nouveau tracé comporte une courbe près du pont Krugerbrug et frôle les faisceaux d'Anvers-Kiel.

En 2004, la gare comptait une cinquantaine de voies et plusieurs bâtiments mais deux faisceaux étaient entièrement à l'abandon, envahis par la végétation.
À la fin des années 2010, les voies abandonnées ont été démantelées pour y bâtir une nouvelle zone industrielle dont quelques bâtiments sont déjà sortis de terre.
En 2020, il ne subsiste qu'un demi-faisceau d'une douzaine de voies en utilisation. Le reste des voies, où une forêt de bouleaux avait poussé, a été majoritairement détruit. Plus rien ne subsiste des bâtiments de service à part un ancien wagon couvert abandonné.